# ニッキー・ワイアー

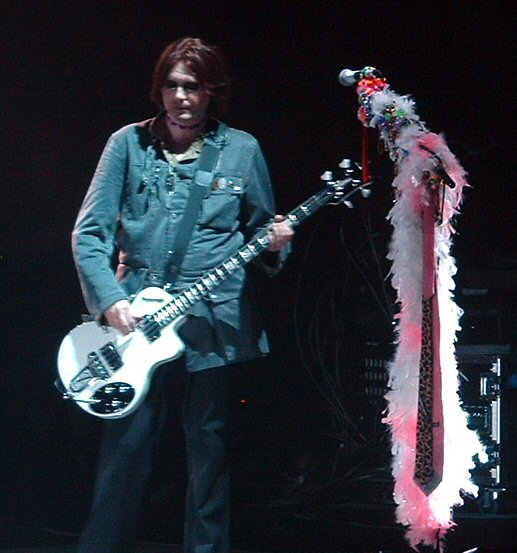
ロンドンにて（2005年）

ニッキー・ワイアー（Nicky Wire、出生名：ニコラス・アレン・ジョーンズ (Nicholas Allen Jones), 1969年1月20日 - ）は、イギリス・ウェールズ出身のミュージシャン、作詞家。ロックバンド、マニック・ストリート・プリーチャーズのベーシスト、作詞家として最もよく知られる。

## 略歴

### 生い立ち
1969年、ウェールズの町ブラックウッドに生まれる。詩人、劇作家であるパトリック・ジョーンズは兄であり、マニック・ストリート・プリーチャーズのアルバム制作に参加したこともある。幼い頃から将来のバンドメイトであるリッチー・エドワーズ、ジェームス・ディーン・ブラッドフィールド、ショーン・ムーアらと仲良くなり、音楽の趣味を共有し合う。また少年時代からサッカー選手として頭角を現し、14歳のときにウェールズの国立少年サッカークラブのキャプテンを務めた。その後トッテナム・ホットスパーFCとアーセナルFCから入団試験のオファーを受けるが、背中や膝など身体上の問題により、サッカー選手としてのキャリアを終えることとなる。
高校卒業後にポーツマス大学に進学し政治学と法学を専攻する。1年後にリッチーが進学したスウォンジー大学に編入し、政治歴史学の学位を取得して卒業。

### マニックスにおいて
マニック・ストリート・プリーチャーズの結成時からのメンバーであり、当初はリズムギターを担当していたが、ベーシストのフリッカーがバンドを脱退し新しくベーシストを担当することとなる。コーラスの他にも、楽曲によってはリードボーカルも務める。デビュー時からリッチーと共に作詞を担当してきたが、1995年のリッチー失踪後は一人で作詞の役割を担っている。社会主義を始めとする政治的な歌詞や、内省的またはシニカルな性格の歌詞を得意とする。バンドにおいてはスポークスマン的な役割も果たすが、歯に衣着せぬ発言も多く、プレスの間で議論になることも多い。2006年には初のソロアルバム『アイ・キルド・ザ・ザイトガイスト』をリリースし、ソロのシンガーソングライターとしても活動した。

## その他
- 1993年に幼馴染であるレイチェルと結婚し一男一女を儲け、現在は家族と共にニューポートに居を構える。
- バンドのギグでは女性用のドレスやスカートなどを着て演奏を行うこともある。
- ワイアー（針金）というステージネームは自身の身長190cmほどのひょろ長い体格を受けて付けられた。

## ディスコグラフィー

### ソロアルバム
- アイ・キルド・ザ・ザイトガイスト （2006年）

### ソロシングル
- "アイ・キルド・ザ・ザイトガイスト" （2006年）
- "デイドリーマー・アイズ" （2006年）
- "ザ・シャイニング・パス" （2006年）
- "ブレイク・マイ・ハート・スロウリー" （2006年）